# Eurong

Karte von K’gari zeigt Eurong

Eurong ist ein Ort im Parish of Poyungan auf der Insel K’gari, ehemals Fraser Island, in Queensland, Australien. Während der Volkszählung 2021 lebten 11 Personen im Eurong, von denen 6 männlich und 5 weiblich waren.
Es gibt im Ort ein Informationszentrum des Queensland Parks and Wildlife Service, eine Polizeistation, eine Hotelanlage, einen Campingplatz, Ferienanlage, eine Tankstelle mit Laden und Bäckerei sowie eine Autowerkstatt. Mit dem großen Touristenresort und der weiteren Infrastruktur gilt Eurong als Hauptort der Insel.
Die kleine Siedlung liegt am Ostufer der Insel direkt am langen Strand. Eurong ist von den Anlegestellen der Fährbarken an der Westküste über unasphaltierte Wege und bei Ebbe von der Anlegestelle am Südende der Insel über den Strand zu erreichen. Air Fraser fliegt mit Kleinflugzeugen regelmäßig von Hervey Bay und Maroochydore nach Eurong, wobei auf dem Strand gelandet wird. Im Resort, wo sich auch Laden und Tankstelle befinden, ist die Straße asphaltiert. Die meisten Häuser liegen südlich des Ressorts, Polizeistation und weitere Häuser etwas weiter nördlich. Wie alle Siedlungen auf Fraser-Island ist Eurong von einem elektrischen Zaun umgeben, der Dingos aus der Wohngegend fernhält.

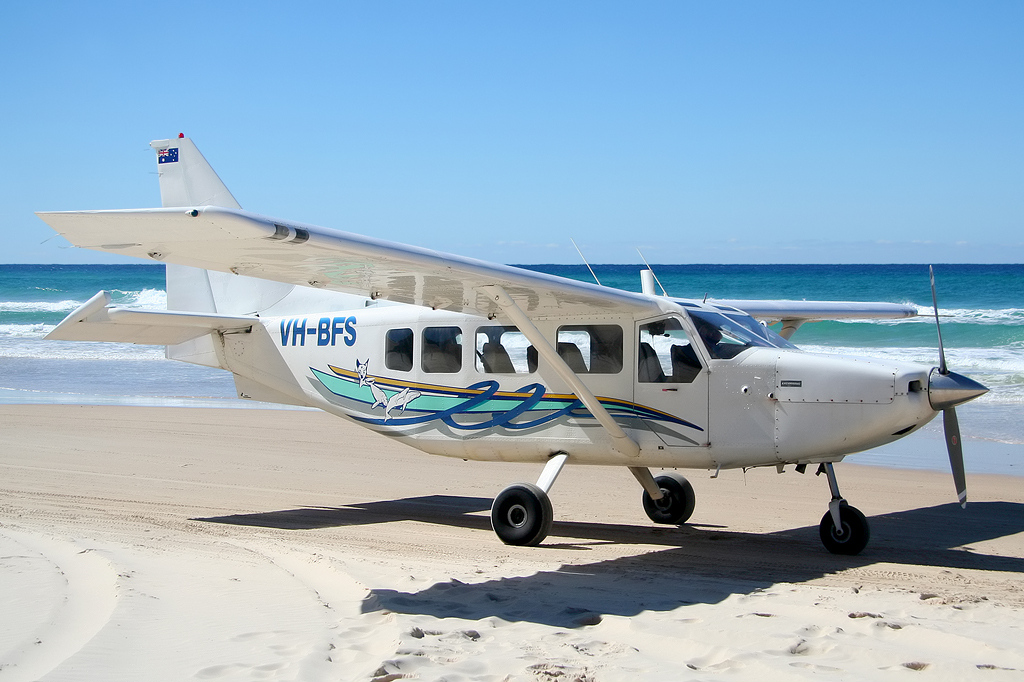
Flugzeug am Strand von Eurong
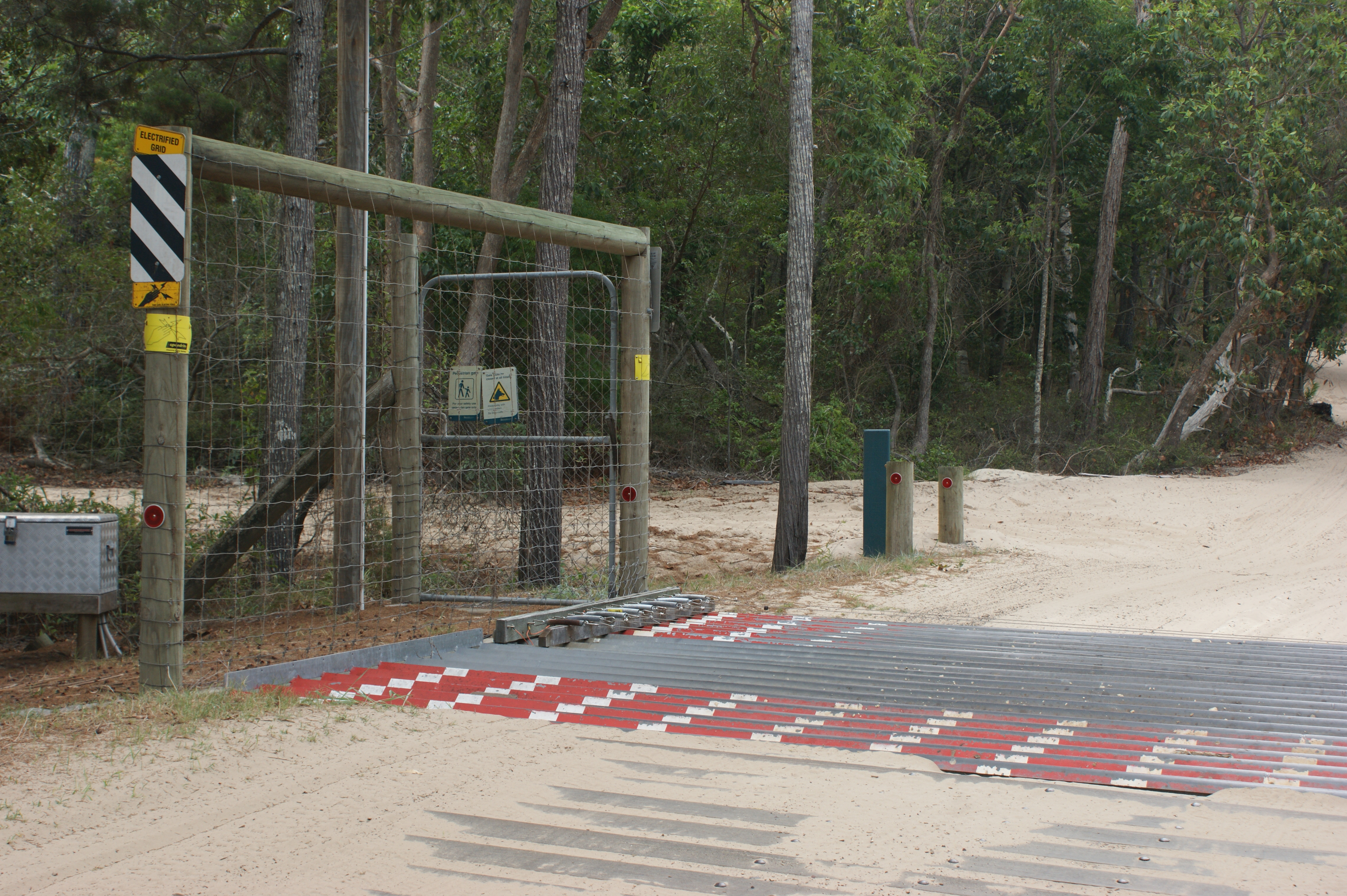
Dingo-Zaun
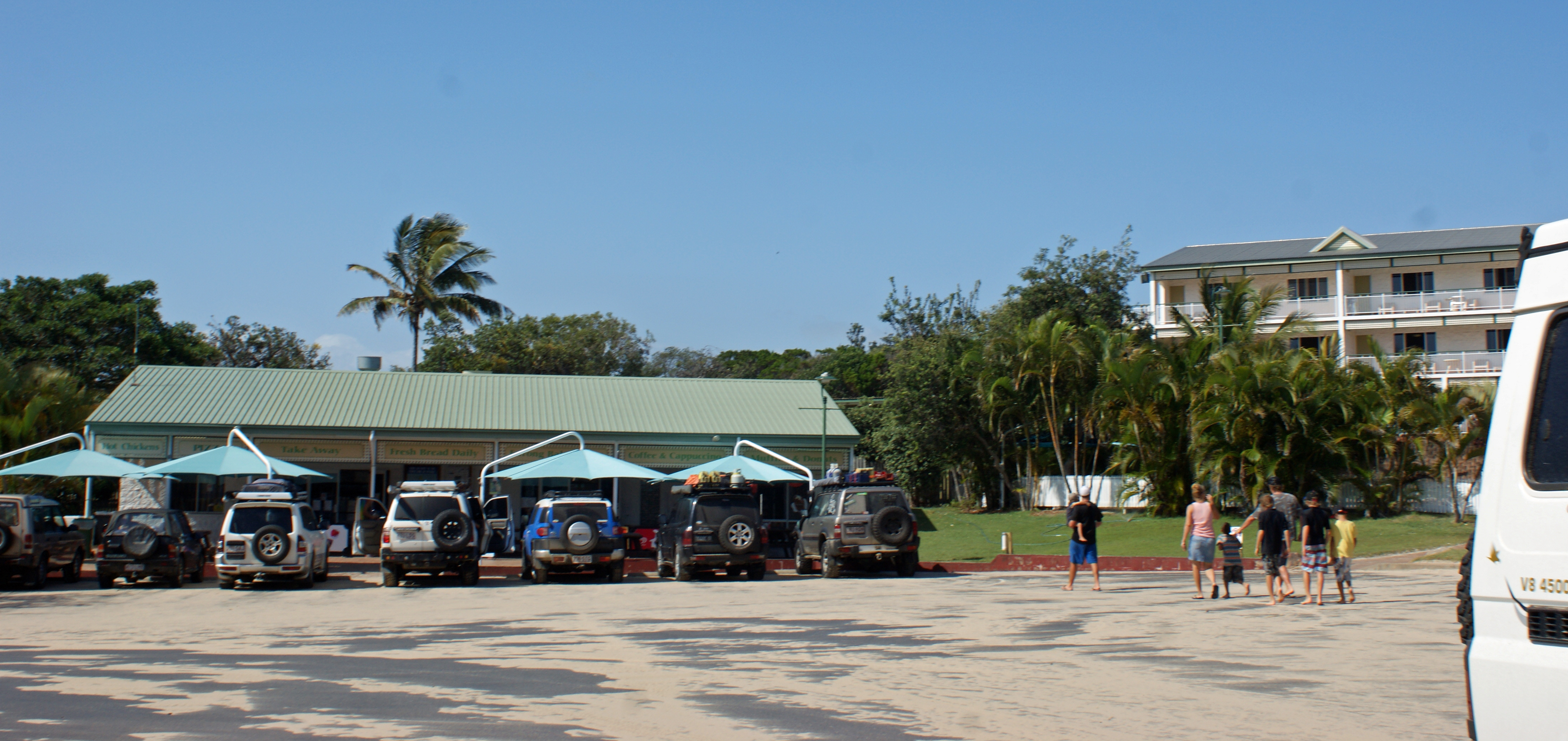
Laden und Café